# Френдшип (переписна місцевість, Нью-Йорк)
Френдшип (англ. Friendship) — переписна місцевість (CDP) в США, в окрузі Аллегені штату Нью-Йорк. Населення — 1085 осіб (2020).

## Географія
Френдшип розташований за координатами 42°12′20″ пн. ш. 78°8′31″ зх. д. / 42.20556° пн. ш. 78.14194° зх. д. (42.205552, -78.141811).  За даними Бюро перепису населення США в 2010 році переписна місцевість мала площу 7,48 км², уся площа — суходіл.

## Демографія
Згідно з переписом 2010 року, у переписній місцевості мешкало 1218 осіб у 457 домогосподарствах у складі 310 родин. Густота населення становила 163 особи/км².  Було 540 помешкань (72/км²).
Расовий склад населення:
| - 97,8 % — білих - 0,6 % — чорних або афроамериканців - 0,4 % — корінних американців - 0,1 % — азіатів |

До двох чи більше рас належало 0,8 %. Частка іспаномовних становила 1,8 % від усіх жителів.
За віковим діапазоном населення розподілялося таким чином: 29,1 % — особи молодші 18 років, 57,1 % — особи у віці 18—64 років, 13,8 % — особи у віці 65 років та старші. Медіана віку мешканця становила 34,2 року. На 100 осіб жіночої статі у переписній місцевості припадало 93,3 чоловіків;  на 100 жінок у віці від 18 років та старших — 90,1 чоловіків також старших 18 років.
Середній дохід на одне домашнє господарство  становив 32 511 долар США (медіана — 28 782), а середній дохід на одну сім'ю — 34 242 долари (медіана — 29 484). Медіана доходів становила 40 500 доларів для чоловіків та 17 895 доларів для жінок. За межею бідності перебувало 36,2 % осіб, у тому числі 55,6 % дітей у віці до 18 років та 8,6 % осіб у віці 65 років та старших.
Цивільне працевлаштоване населення становило 331 особа. Основні галузі зайнятості: виробництво — 26,0 %, роздрібна торгівля — 22,4 %, освіта, охорона здоров'я та соціальна допомога — 19,3 %.